# Teolept II (patriarcha Konstantynopola)
Teolept II, gr. Θεόληπτος Β΄ – ekumeniczny patriarcha Konstantynopola w latach 1585–1586.

## Życiorys
Był bratankiem patriarchy Metrofana III. Został mianowany patriarchą na jego miejscu, w dniu 16 lutego 1585 r. W maju 1586 udał się do Mołdawii i Wołoszczyzny w celu zbierania funduszy. Został wtedy zdetronizowany.